# ربعي بن الأفكل
رَبِعي بن الأفكل الْعَنَزِّي (توفى بعد 17 هـ - 639م): شاعر، فارس، ومن العرب الفاتحين في عصر عمر بن الخطاب، أصله من ربيعة . وهو أمير الحامية العسكرية بالموصل في عهد عمر بن الخطاب في الفترة بين جمادى الآخرة 16 هـ - محرم 17 هـ. وذكره ابن حجر العسقلاني في الصحابة. ، وأخته كبشة بنت الأفكل العنزي وهي أم عمرو بن الحارث حفيد الفارس الشهير همام بن مرة.
كانت قبيلة ربيعة تسكن تكريت والموصل، فعينه عمر بن الخطاب على مقدمة الجيش الفاتح لتكريت والموصل، لمعرفة ابن الأفكل بجغرافية المنطقة وهو من أهلها. وبعد الصلح مع أهل الموصل أمَّره سعد بن أبي وقاص على حامية الموصل، قال الطبري:«ولي حرب الموصل: ربعي بن الأفكل، والخراج عرفجة بن هرثمة». وقال ابن حجر: «ذكر سيف في الفتوح أن سعدا ولاه حرب الموصل». أما ابن إسحاق فقد زعم أن من أوكله على الموصل هو عبد الله بن المعتم، وقال: «وجعل عبد الله على الموصل ربعي ابن الأفكل، وعلى الخراج عرفجة بن هرثمة».
أنقطعت أخبار ابن الأفكل في كتب التاريخ بعد أن ولى عبد الله بن المعتم العبسي «مسلم بن عبد الله» نائبًا له على أمور الموصل العسكرية في سنة 17 هـ.

## النسب
- ربعي بن الأفكل بن ذُهل بن عمرو بن عامر بن فزارة بن سعد بن غيّان بن حبيب بن الأوس بن طريف بن النّمر بن يقدم بن عنزة بن أسد بن ربيعة.[بحاجة لمصدر]

## فتح تكريت والموصل
في سنة 16 هـ، لما افتتح سعد بن أبي وقاص المدائن، بلغه أن أهل الموصل اجتمعوا بتكريت على رجل من الروم يقال له: الأنطاق، فكتب سعد لعمر بن الخطاب في قضية أهل الموصل الذين قد اجتمعوا بتكريت على الأنطاق، فأمره أن يعين جيشًا لحربهم، ويؤمر عليه عبد الله بن المعتم، وأن يجعل على مقدمته ربعي بن الأفكل، وعلى الميمنة الحارث بن حسان، وعلي الميسرة فرات بن حيان، وعلى الساقة هاني بن قيس، وعلى الفرسان عرفجة بن هرثمة، وكان جميع القادة لفتح تكريت والموصل من قبائل ربيعة وهم: الحارث بن حسان البكري، فرات بن حيان العجلي، وهاني بن قيس وابن الأفكل، وولاهم سعد بن أبي وقاص حربها لأنهم من أهل المنطقة وأعلم بها، عدا ابن المعتم وعرفجة فكانوا من الجزيرة العربية.
انتهت الحرب بانتصار المسلمين في تكريت، والمصالحة مع أهل الموصل في جمادى سنة 16 هـ. فلما بلغ عمر بن الخطاب الانتصار، ولاه عمر ربعي حرب الموصل، وولى عرفجة بن هرثمة على الخراج.